# География на Чехия
Чехия е държава, разположена в централната част на Централна Европа.

## Географско положение, граници, големина
Чехия е страна разположена в централната част на Централна Европа, заемаща обширния Чешки масив и склоновете на обграждащите го планини Шумава, Рудни планини и Судети. На югозапад, запад и северозапад граничи с Германия (дължина на границата 810 km), на север с Полша (786 km), на изток и югоизток със Словакия (488 km) и на юг с Австрия (368 km). В тези си граници площта на страната възлиза на 78 864 km². Тя е без излаз на море. Корабоплаването по река Лаба предвижда свободен достъп до Северно море.
Територията на Чехия се простира между 48°33′ и 51°03′ с.ш. и между 12°05′ и 18°51′ и.д. Крайните точки на страната са следните:
- крайна северна точка – (51°03′20″ с. ш. 14°18′55″ и. д. / 51.055556° с. ш. 14.315278° и. д.), на границата с Германия.
- крайна южна точка – (48°33′07″ с. ш. 14°19′59″ и. д. / 48.551944° с. ш. 14.333056° и. д.), на границата с Австрия, на 3,7 km североизточно от австрийския град Бад Леофелден.
- крайна западна точка – (50°15′09″ с. ш. 12°05′26″ и. д. / 50.2525° с. ш. 12.090556° и. д.), на границата с Германия, на 2,7 km източно от германския град Реау.
- крайна източна точка – (49°33′02″ с. ш. 18°51′33″ и. д. / 49.550556° с. ш. 18.859167° и. д.), на границата с Полша, при полското градче Яновице.

## Релеф
Значителна част от територията на страната се заема от обширния Чешки масив, вътрешните райони на който представляват обширна падина с височина 200 – 400 m, изпъстрена с редица котловини, разделени от възвишения, кристалинни и вулканични масиви с височина 700 – 900 m. По периферията на масива се издигат средновисоки предимно плосковърхови планини Шумава на югозапад, Чешката гора на запад, Рудните планини (Крушне Хори) на северозапад и Судетите на североизток. Преобладаващите височини на тези планини са 800 – 1200 m, с максимална връх Снежка (1602 m) издигащ се в масива Кърконоше в Судетите. В югоизточните части на Чешкия масив е разположено Чешко-Моравското възвишение, в пределите на което се намира платото Моравски карст осеяно с многочислени форми на карстовия релеф, в т.ч. карстовата пропаст Мацоха.

## Геоложки строеж, полезни изкопаеми
Чешкият Масив представлява ядро на древен фундамент създаден през варисцийската нагъвателна система в Централна Европа. Фундаментът на масива е изграден от докамбрийски гнайси, магматити, кристалинни шисти и гранулити и палеозойски шисти, кварцити и пясъчници. Седиментният чехъл е съставен от кредни и кайнозойски, предимно отломъчни планински скали. Основните полезни изкопаеми на Чехия са каменните (Остравско-Карвински басийн) и кафявите (Северочешки басейн) въглища. Има нохидища на железни (Долна Слана) и манганови (Кишовце) руди. Многочислените хидротермални находища на оловно-цинкови руди са разположени в Пришибрам, Кутна Хора, Стършибро, Злате Хори, Горни Бенешов, Горни Место и др., а на медни руди – в Старе Ранско. В Рудните планини с варисцийските гранитоиди са свързани находищата на калай и волфрам (Циновец, Крупка и др.), а с хидротермалните жили – находищата на уран (Пришибрам, Мимон, Чешко-Моравско възвишение). В страната има находища на флуорит, графит, барит, пирит, каолин, магнезит и строителни материали. Чехия е богата на лечебни минерални, в т.ч. термални води, като много от тях са свързани с докамбрийските и палеозойските скали в Чешкия масив. По химичен състав се обособяват алкални (Карлови Вари, Марианске Лазне), хидрокарбонатни (Теплице), глауберови (Франтишкови Лазне), радиоактивни (Яхимов, Теплице) води и др.

## Климат
Климатът на Чехия е умерен, с увеличаване на континенталността му от запад на изток и във вътрешните котловини. В равнините средната януарска температура е от -1°С до -4°С, а в планините на Чешкия масив до -7°С. През зимата във вътрешнопланинските котловини често се наблюдава температурна инверсия. Средната юлска температура в равнините е 19 – 21°С, а в Чешкия масив до 8°С. Годишната сума на валежите нараства от 450 – 700 mm в равнините до 1600 mm в Чешкия масив. Снежната покривка в равнините се задържа 1,5 – 2 месеца, но по-често е нетрайна, а в планините – до 2,5 – 3 месеца. Максимумът на валежите е през лятото, но поради голямото изпарение по това време на годината често в равнините се наблюдава продължително засушаване.

## Води
Въпреки малката си територия реките на страната принадлежат към три водосборни басейна. Западните, югозападните, северните и централните райони принадлежат към водосборния басейн на Северно море. Тук с горното си течение протича река Лаба с притоците си Вълтава и Охрже. На югоизток тече река Морава, която със своя приток Дия е ляв приток на Дунав от водосборния басейн на Черно море. Крайните североизточни части на страната се отводняват от река Одра, принадлежаща към Балтийския водосборен басейн. Пълноводието на реките е през пролетта, обуславено от топенето на снеговете в планините и честите прииждания в резултат от поройни дъждове. През зимата някои по-малки реки замръзват за 1 – 2 месеца. В страната са изградени множество язовири (обща площ около 500 km²) предимно в Южна Чехия, водите на които се използват за напояване, водоснабдяване и развъждане на риба. Езерата са предимно с ледников и тектонски произход и са малки по размери.

## Почви, растителност, животински свят
В страната преобладават кафявите и планинските кафяви горски почви, характерни за широколистните и смесените гори. В планините, в горната част на горския пояс са разпространени планинските подзолисти почви, а още по-нагоре – планинско-ливадните. В безлестните участъци под вторичните пасища са се формирали ливадно-кафяви почви, а върху корбонатните основи – ливадно-карбонатни, т.нар. рендзини. По долините на по-големите реки са развити алувиално-ливадни почви. На височина до 300 m преобладават селскостопанско усвоените степи с малки дъбови и борови насаждения. Лесостепите, господствали преди в естественята растителна покривка са се съхранили само в неудобните за земеделие земи и в резерватите. На височина до 600 – 700 m пасищата се редуват с дъбови и дъбово-букови гори. От 600 – 700 m до 1100 – 1200 m доминират буковите и елово-буковите гори, а нагоре (до 1400 – 1500 m) – смърчовите и боровите. Горите заемат около 1/3 от територията на Чехия и са предимно иглолистни (71%, в т.ч. 48% смърч). На височина над 1400 – 1500 m горите се заменят от храсти и субалпийски пасища. От бозайниците най-разпространени са кафява мечка, вълк, рис, лисица, пор, хермелин, елен, сърна, дива свиня, заек, белка, таралеж, а от птиците – глухар, яребица, щъркел, козодой, папуняк, земеродно рибарче, орел и др.